# モロコシ属
モロコシ属 (Sorghum) は、約30の種が分類される、イネ科の属である。その内のいくつかは穀物として、また多くが飼料として世界中で栽培される。栽培には温暖な気候が必要で、野生では熱帯及び亜熱帯に分布する。乾燥に強く、アフリカのサバンナからステップ地帯の主穀となっている。
なお、日本におけるモロコシには異名が多く、文献や機関によって異なる名前で記載されていることは珍しくない。一般的なものとしては、モロコシ、ソルガム、コーリャン（高粱）、タカキビなどの名がある。

## 分類と分布

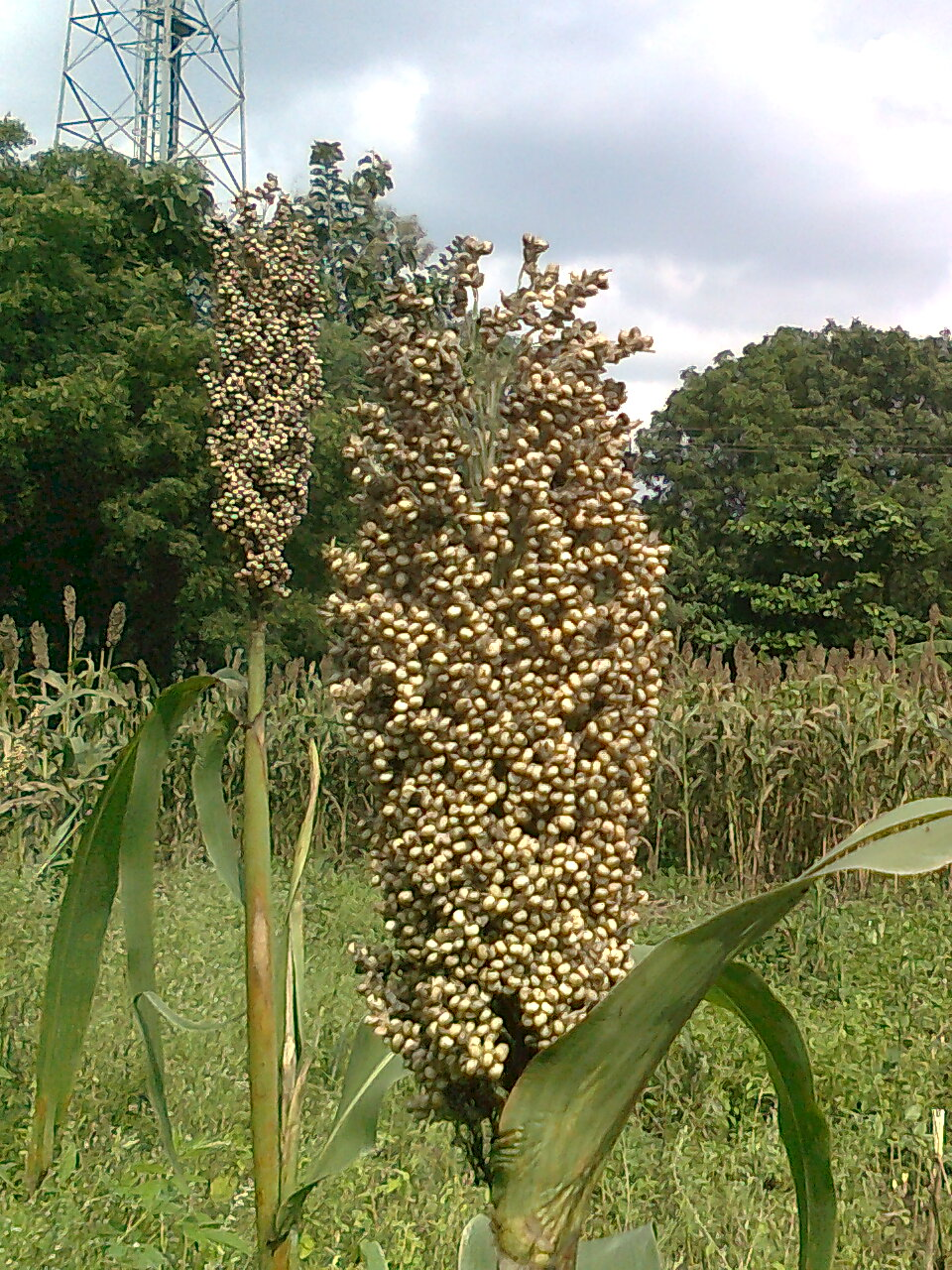
モロコシの全体写真。モロコシの在来種は非常に高くなり、3m以上にもなる。インド・マハーラーシュトラ州のモロコシ畑

モロコシ属は、アフリカやユーラシアの低緯度地域を中心に熱帯、亜熱帯に広範に分布する。地中海からインドにかけてはセイバンモロコシ（ジョンソングラス）が野草として分布し、東南アジアにはpropinquum種がやはり野草として分布していた。また、栽培種近縁の種はアフリカのサバンナ地域に分布していた。そのうち、栽培種であるSorghum bicolor（ソルガム・ビコロ、モロコシ）は5000年ほど前にSorghum arundinaceumとスーダングラスとの交配によって、西アフリカのサバンナ地帯からエチオピア高原にかけての地域にて栽培化されたと考えられている。この地域はスーダン農耕文化と呼ばれる文化が広がる地域で、モロコシのほかにもフォニオやテフ、トウジンビエ、シコクビエ、バンバラマメ、アフリカイネなどの穀物が栽培化された栽培化の一大センターであるが、ここで栽培化された穀物の中でもモロコシは最も世界中に広がり、また大量に生産されている穀物である。
ソルガムが栽培化されたのちも、従来の他のソルガム属と交雑が起こり、野生種や雑草としての交雑種が成立していった。ソルガムの畑として開発された開けた土地に、同じ環境を好む野生種が入り込むことで多くの交雑種が生まれた。栽培種は南下してアフリカ全土に広がる一方、北上して古代エジプトへと伝わり、そこから東進してメソポタミア文明にも伝わった。紀元前7世紀のアッシリア帝国においてすでに栽培の記録が残っている。紀元前4世紀にはインドへ、4世紀には中国に伝わり、日本にも平安時代までには伝来し広く栽培されるようになった。エチオピアから18世紀には奴隷貿易に伴い栽培種が南米へと導入され、1853年にはアメリカへと導入された。この栽培種から再び雑草種が生まれ、アメリカに広がった。
野生種や雑草種も食用は可能であり、農耕に拠らない採集物として、また飢饉のときなどにも採集され食用とされる。野生や雑草種のソルガム属は脱粒性であるのに対し、栽培種は非脱粒性で収穫が容易になっている。一方で、栽培種との交雑種が多いことからもわかるように繁殖しやすく、駆除もしにくいため強害雑草となっているものも多く、とくにセイバンモロコシは世界最悪の10大雑草の一つに数えられている。日本においても1945年ごろに侵入し、帰化植物として各地に繁茂している。上記のように交雑や変異が起こりやすい植物であるため、亜種や品種の分類は非常に複雑なものとなっている。

## 利用
モロコシ属の中で最も利用されている種はモロコシ（Sorghum bicolor）であり、小麦、稲、トウモロコシ、大麦についで世界で5番目に多く栽培される穀物となっている。その用途も広く、アフリカやインドなどでは主食用穀物として粥やパンに使用されるほか、アフリカや中国では醸造も行われる。ただしタンニンが含まれることから精白を強く行う必要があり、このため先進諸国では食用にはほとんど使用されず、飼料としての用途がほとんどである。飼料としては穀物の他、牧草として茎や葉も使用される。また、デンプンや糖、アルコール製造の用途も大きい。
牧草としての使用の場合、モロコシの他にスーダングラスなども使用される。ただしモロコシやセイバンモロコシ、スーダングラスなどモロコシ属のいくつかの種は、成長の初期にシアン化水素、ホルデニン、硝酸塩などの有毒物質を致死量含むことがあるので注意が必要である。さらに成長した個体でも、ストレスを受けるとかなりの量のシアン化物を作ることがある。日本など各地でセイバンモロコシが飼料用として使用されなくなったのは、この性質による。ただし青酸などこれらの毒素は青草に含まれるものであり、成長につれて毒素の量は減少していく。成長のほか、乾燥させても青酸は減少するため、牧草として青刈した場合は十分に乾燥させれば危険性はほぼなくなり、干し草に危険性はほとんどない。

## 種
- Sorghum almum - コロンバス・グラス。アルゼンチンにおいて飼料として使用される[8]
- Sorghum amplum
- Sorghum angustum
- Sorghum arundinaceum
- Sorghum bicolor - 主要な栽培種であるモロコシを含む。
- Sorghum brachypodum
- Sorghum bulbosum
- Sorghum burmahicum
- Sorghum controversum
- Sorghum drummondii - bicolor種の亜種。スーダングラス。
- Sorghum ecarinatum
- Sorghum exstans
- Sorghum grande
- Sorghum halepense  - セイバンモロコシ（ジョンソングラス）
- Sorghum interjectum
- Sorghum intrans
- Sorghum laxiflorum
- Sorghum leiocladum
- Sorghum macrospermum
- Sorghum matarankense
- Sorghum miliaceum
- Sorghum nitidum
- Sorghum plumosum
- Sorghum propinquum
- Sorghum purpureosericeum
- Sorghum stipoideum
- Sorghum timorense
- Sorghum trichocladum
- Sorghum versicolor
- Sorghum virgatum
- Sorghum vulgare

## 名称
モロコシの名は、日本での古来の中国の呼称の一つ「もろこし」に由来する。中国から渡来したため、「もろこしから来た穀物」の由来でつけられた。その後、17世紀にトウモロコシが中国から渡来すると、「中国から来たモロコシ」ということでモロコシの上にさらに唐（中国）をつけてトウモロコシと呼ぶようになった。このように名に関連性はあり、混同されることも多い
が、同じイネ科には属するもののまったく異なった植物である。
日本においてもっとも古くからこの属の植物をさす言葉は「モロコシ」であるが、上記のようにトウモロコシの短縮形もモロコシと呼び、まったく異なる植物であるにもかかわらず非常に混同されやすいことから、この名前に代わる名称が次々と考案され、使用されている。「ソルガム」は英語での呼び方を直輸入して使用している。「コーリャン」は同じく、中国語での呼び方からとられている。中国語での呼び方が日本に伝わったのは、かつて日本が進出した中国東北部においての主穀の一つがモロコシであったことからである。「たかきび」は、穀物のキビに似ていて、それよりも高く成長することからこの名がつけられた。

## 脚註
1. ↑  『ケンブリッジ世界の食物史大百科事典2　主要食物：栽培作物と飼養動物』　三輪睿太郎監訳　朝倉書店　 2004年9月10日　第2版第1刷　pp.107-110
2. ↑  『新編　食用作物』　星川清親　養賢堂　昭和60年5月10日訂正第5版　pp293-294
3. ↑  BugwoodWiki Holm, L. G., P. Donald, J. V. Pancho, and J. P. Herberger. 1977. The World's Worst Weeds: Distribution and Biology. The University Press of Hawaii, Honolulu, Hawaii. 609 pp.
4. ↑  『ケンブリッジ世界の食物史大百科事典2　主要食物：栽培作物と飼養動物』　三輪睿太郎監訳　朝倉書店　 2004年9月10日　第2版第1刷　p.107
5. ↑  『新編　食用作物』　星川清親　養賢堂　昭和60年5月10日訂正第5版　pp260-261
6. ↑  http://www.snowseed.co.jp/bokusou_engei/magazine/05_11/05_11_03.pdf　「牧草・飼料作物および雑草に含まれる有毒物質と家畜中毒」p9　「牧草と園芸」第53巻第6号
7. ↑  「新訂　食用作物」p261　国分牧衛　養賢堂　2010年8月10日第1版
8. ↑  「雑穀の自然史　その起源と文化を求めて」内収録「雑穀の亜大陸インド」木俣美樹男　p150　北海道大学図書刊行会　2003年9月10日第1刷
9. ↑  「もろこし　とうもろこし　違い」のGoogle検索結果